# 데이비드 비튼

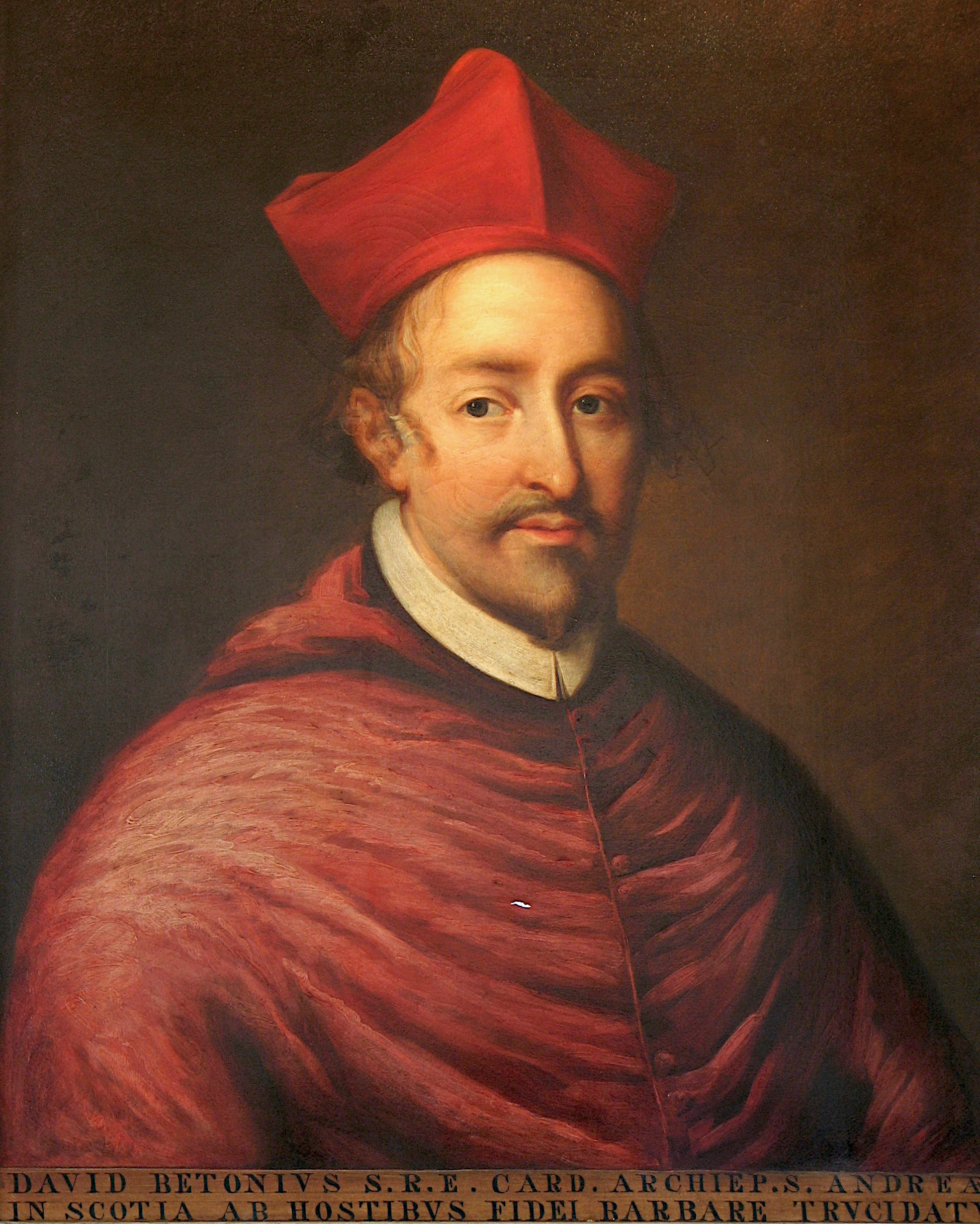
데이비드 비튼

데이비드 비튼(스코트어: David Beaton, 1494년 - 1546년 5월 29일)는 세인트앤드루스 대교구장이자 스코틀랜드에 종교 분열이 발생하기 이전 스코틀랜드 가톨릭교회의 마지막 추기경이다.

## 초창기
데이비드 비튼은 1494년 스코틀랜드 파이프 주 밸푸어에서 존 비튼의 아들로 태어났다. 세인트앤드루스 대학교와 글래스고 대학교에서 공부한 그는 16세 되던 해에 시민법과 교회법을 공부하러 파리로 유학을 갔다. 그는 프랑스 궁정에서 처음 정치 생활을 시작하였다. 1520년 그는 캠버스랭의 주임신부 및 명예 참사 회원이 되었다. 1524년에 그는 아브로스의 지주가 되었으며, 1537년 12월에는 프랑수아 1세 국왕의 추천으로 랑그도크에 있는 미르포아의 주교가 되었다. 그리고 1538년에는 교황 바오로 3세에 의해 첼리오 언덕에 있는 성 스테파노 성당의 추기경에 서임되었다. 1539년 삼촌이자 후원자인 세인트앤드루스 대교구장 제임스 비튼 대주교가 선종하자마자 데이비드 비튼이 그의 자리를 물려받아 세인트앤드루스 대교구장이 되었다. 1544년 데이비드 비튼은 스코틀랜드의 교황특사로 임명되었다.
1533년에서 1542년 동안 데이비드 비튼은 스코틀랜드의 제임스 5세 국왕의 프랑스 사절로 활약하였다. 그는 발루아의 마들렌과 기즈의 메리 등 제임스 5세의 혼사 문제와 관련된 협상에서 주도적인 역할을 담당하였다.
정치적으로 비튼은 프랑스와 스코틀랜드의 동맹을 유지하는 데 골몰하였으며, 친잉글랜드파에 대해서는 극도로 경계하며 배척하였다. 왜냐하면 친잉글랜드파는 스코틀랜드에서 종교개혁을 요구하는 자들과 깊숙이 연관되어 있었기 때문이다. 잉글랜드 왕국에서는 그의 표현을 따르자면, 헨리 8세에 의해 성공회라는 불경스러운 신흥 종교가 대두되어 잉글랜드 교회 전체를 오염시키고 있었다. 그는 제임스 5세가 헨리 8세의 정책을 따라 수도원들의 재산을 강제로 약탈할까 봐 염려하였다.

## 메리 1세의 치세
1542년 12월 제임스 5세가 서거하고 나서, 비튼은 선대 국왕의 유언장을 근거로 아직 미성년의 나이에 왕위에 오른 메리 1세 여왕의 섭정으로서의 권한을 행사하려고 하였다. 그러나 그 유언장은 위조된 것이라고 보는 것이 당시의 지배적인 견해였으며, 결국 유력한 왕위 계승자인 샤텔로 백작 제임스 해밀턴이 섭정으로 공인되었다. 비튼 추기경은 솔웨이 모스 전투에서의 패배로 인해 많은 사람으로부터 비난을 받게 되었으며, 섭정 통치자인 제임스 해밀턴 백작의 지시에 따라 조지 새턴의 보호를 받게 되었다. 비튼 추기경이 권력을 상실하자 친잉글랜드파는 아직 어린 여왕을 대신해서 섭정인 제임스 해밀턴 백작에게 잉글랜드와 결혼 조약을 맺을 것과 프로테스탄트교 목회자들을 법적으로 공인해줄 것을 요청하였다. 1543년 비튼 추기경이 다시 권력을 잡자 잉글랜드와 맺었던 조약은 파기되었으며, 수많은 사람이 이단자로 기소되었다. 이후 잉글랜드군이 두 차례나 스코틀랜드를 침공하였다. 이 때문에 비튼 추기경을 비난하는 사람이 많아졌다.
1546년 3월 비튼 추기경은 자신에 대한 비난의 목소리를 다른 곳으로 주의를 돌리기 위해 개인 비서인 존 로더가 기소한 조지 위샤트를 이단의 죄목으로 체포한 후 유죄를 선포하여 화형에 처하였다. 당시 스코틀랜드에는 조지 위샤트에 동조하는 이들이 많았는데, 결국 이 일로 인하여 비튼 추기경은 암살을 당하게 되었다. 로테스의 영주 노먼 레슬리와 그레인지의 윌리엄 커콜디 등의 사주를 받은 공모자들은 1546년 새벽녘에 비튼 추기경이 거주하는 세인트앤드루스 성에 침입하여 그를 살해하였다. 그들은 그의 시신을 훼손한 다음 성의 창문에 매달았다. 비튼 추기경의 죽음은 잉글랜드의 헨리 8세에게 있어서는 대(對)스코틀랜드 정책에 보다 탄력을 받게 되었는데, 비튼 추기경은 스코틀랜드를 집어삼키려는 헨리 8세에게 있어서 가장 큰 장애물이었기 때문이다.

## 같이 보기
- 존 녹스